# Fiyi en la Copa de las Naciones de la OFC 2016
La selección de Fiyi fue uno de los ocho equipos participantes de la Copa de las Naciones de la OFC 2016 realizada Papúa Nueva Guinea entre el 28 de mayo y el 11 de junio. Fue la octava participación en el certamen continental.
Había sido sorteada en el grupo B junto con Nueva Zelanda, las Islas Salomón y Vanuatu. Tras una victoria y dos derrotas, quedó eliminada en primera fase.

## Enfrentamientos previos
Al haber conseguido la selección fiyiana sub-23 la clasificación a los Juegos Olímpicos de Río de Janeiro 2016, la Asociación de Fútbol de Fiyi recibió un premio monetario que le permitió proyectar amistosos en otros países. En agosto de 2015 recibió tanto a Tonga como a Samoa Americana, que estaban preparándose para afrontar la fase de clasificación para el torneo oceánico. Luego de derrotar a los tonganos por 5-0, Fiyi goleó a Samoa Americana por 6-0.
En noviembre el seleccionado viajó a Vanuatu para disputar ante el seleccionado local una serie de partidos. Luego de igualar en el primer enfrentamiento 1-1, los locales vencieron por 2-1 en el segundo y último encuentro.
| Fecha                   | Lugar     |         |                    | Resultado |                            |                 |
| ----------------------- | --------- | ------- | ------------------ | --------- | -------------------------- | --------------- |
| 19 de agosto de 2015    | Ba        | Fiyi    | Bandera de Fiyi    | 5:0 (3:0) | Bandera de Tonga           | Tonga           |
| 28 de agosto de 2015    | Nadi      | Fiyi    | Bandera de Fiyi    | 6:0 (1:0) | Bandera de Samoa Americana | Samoa Americana |
| 7 de noviembre de 2015  | Port Vila | Vanuatu | Bandera de Vanuatu | 1:1 (1:0) | Bandera de Fiyi            | Fiyi            |
| 11 de noviembre de 2015 | Port Vila | Vanuatu | Bandera de Vanuatu | 2:1 (2:0) | Bandera de Fiyi            | Fiyi            |

## Jugadores
Frank Farina entregó la lista definitiva el 17 de mayo.
| #  | Nombre                 | Posición         | Edad | PJ Sel | Club                 |
| -- | ---------------------- | ---------------- | ---- | ------ | -------------------- |
| 1  | Simione Tamanisau      | Arquero          | 33   | 23     | Rewa                 |
| 2  | Avinesh Suwamy         | Defensor         | 30   | 10     | Ba                   |
| 3  | Remueru Tekiate        | Defensor         | 25   | 3      | Hekari United        |
| 4  | Jale Dreola            | Defensor         | 21   | 0      | Suva                 |
| 5  | Rusiate Matarerega     | Delantero        | 23   | 0      | Suva                 |
| 6  | Nickel Chand           | Mediocampista    | 20   | 0      | Suva                 |
| 7  | Pita Bolatoga          | Mediocampista    | 31   | 17     | Hekari United        |
| 8  | Setareki Hughes        | Mediocampista    | 20   | 0      | Suva                 |
| 9  | Roy Krishna            | Delantero        | 28   | 23     | Wellington Phoenix   |
| 10 | Iosefo Verevou         | Delantero        | 20   | 0      | Rewa                 |
| 11 | Ilimotama Jese         | Delantero        | 26   | 0      | Nadi                 |
| 12 | Tevita Waranaivalu     | Mediocampista    | 20   | 0      | Rewa                 |
| 13 | Ilisoni Tuinawaivuvu   | Mediocampista    | 25   | 2      | Rewa                 |
| 14 | Kolinio Sivoki         | Defensor         | 21   | 0      | Suva                 |
| 15 | Samuela Nabenia        | Delantero        | 21   | 0      | Ba                   |
| 16 | Malakai Tiwa           | Mediocampista    | 29   | 14     | Ba                   |
| 17 | Taione Kerevanua       | Mediocampista    | 25   | 0      | Labasa               |
| 18 | Laisenia Raura         | Mediocampista    | 25   | 0      | Ba                   |
| 19 | Amani Makoe            | Defensor         | 25   | 0      | Rewa                 |
| 20 | Shaneel Naidu          | Arquero          | 21   | 0      | Ba                   |
| 21 | Alvin Singh            | Defensor         | 27   | 11     | Ba                   |
| 22 | Beniaminio Mateinaqara | Arquero          | 28   | 6      | Suva                 |
| 23 | Samuela Kautoga        | Defensor         | 28   | 4      | Ba                   |
| DT | Frank Farina           | Director técnico | 51   | -      | Bandera de Australia |

## Participación

### Primera fase
| Equipo        | Pts | PJ | PG | PE | PP | GF | GC | Dif |
| ------------- | --- | -- | -- | -- | -- | -- | -- | --- |
| Nueva Zelanda | 9   | 3  | 3  | 0  | 0  | 9  | 1  | 8   |
| Islas Salomón | 3   | 3  | 1  | 0  | 2  | 1  | 2  | -1  |
| Fiyi          | 3   | 3  | 1  | 0  | 2  | 4  | 6  | -2  |
| Vanuatu       | 3   | 3  | 1  | 0  | 2  | 3  | 8  | -5  |

| 1          | Guardameta     | Stefan Marinovic         |     |
| 2          | Defensa        | Kip Colvey               |     |
| 17         | Defensa        | Luke Adams               |     |
| 18         | Defensa        | Sam Brotherton           |     |
| 4          | Defensa        | Themistoklis Tzimopoulos |     |
| 16         | Defensa        | Louis Fenton             | 85' |
| 6          | Centrocampista | Bill Tuiloma             |     |
| 13         | Centrocampista | Monty Patterson          | 66' |
| 10         | Centrocampista | Luka Prelevic            |     |
| 9          | Delantero      | Chris Wood               |     |
| 14         | Delantero      | Rory Fallon              | 77' |
| Entrenador | Entrenador     | Anthony Hudson           |     |

| 1          | Guardameta     | Simione Tamanisau |     |
| 3          | Defensa        | Remueru Tekiate   |     |
| 19         | Defensa        | Amani Makoe       |     |
| 21         | Defensa        | Alvin Singh       |     |
| 23         | Defensa        | Samuela Kautoga   |     |
| 2          | Centrocampista | Avinesh Suwamy    |     |
| 6          | Centrocampista | Nickel Chand      |     |
| 8          | Centrocampista | Setareki Hughes   | 90' |
| 11         | Centrocampista | Ilimotama Jese    |     |
| 9          | Delantero      | Roy Krishna       |     |
| 10         | Delantero      | Iosefo Verevou    | 71' |
| Entrenador | Entrenador     | Frank Farina      |     |

| 8  | Centrocampista | Michael McGlinchey | 66' |
| 21 | Delantero      | Logan Rogerson     | 77' |
| 19 | Defensa        | Tom Doyle          | 85' |

| 16 | Centrocampista | Malakai Tiwa   | 71' |
| 18 | Centrocampista | Laisenia Raura | 90' |

| Anotado         | 16' | Themistoklis Tzimopoulos | 1 - 0 |
| Anotado         | 41' | Rory Fallon              | 2 - 0 |
| Anotado · Penal | 61' | Chris Wood               | 3 - 1 |

| Anotado · Penal | 45+2' | Roy Krishna | 2 - 1 |

| Amonestado | 76' | Luka Prelevic |

| Amonestado | 34' | Alvin Singh     |
| Amonestado | 48' | Remueru Tekiate |

| Árbitro             | Norbert Hauata |
| Árbitros asistentes | Philipe Revel  |
|                     | Noah Kusunan   |
| Cuarto árbitro      | Anio Amos      |

| 1          | Guardameta     | Stefan Marinovic         |     |
| 2          | Defensa        | Kip Colvey               |     |
| 17         | Defensa        | Luke Adams               |     |
| 18         | Defensa        | Sam Brotherton           |     |
| 4          | Defensa        | Themistoklis Tzimopoulos |     |
| 16         | Defensa        | Louis Fenton             | 85' |
| 6          | Centrocampista | Bill Tuiloma             |     |
| 13         | Centrocampista | Monty Patterson          | 66' |
| 10         | Centrocampista | Luka Prelevic            |     |
| 9          | Delantero      | Chris Wood               |     |
| 14         | Delantero      | Rory Fallon              | 77' |
| Entrenador | Entrenador     | Anthony Hudson           |     |

| 1          | Guardameta     | Simione Tamanisau |     |
| 3          | Defensa        | Remueru Tekiate   |     |
| 19         | Defensa        | Amani Makoe       |     |
| 21         | Defensa        | Alvin Singh       |     |
| 23         | Defensa        | Samuela Kautoga   |     |
| 2          | Centrocampista | Avinesh Suwamy    |     |
| 6          | Centrocampista | Nickel Chand      |     |
| 8          | Centrocampista | Setareki Hughes   | 90' |
| 11         | Centrocampista | Ilimotama Jese    |     |
| 9          | Delantero      | Roy Krishna       |     |
| 10         | Delantero      | Iosefo Verevou    | 71' |
| Entrenador | Entrenador     | Frank Farina      |     |

| 8  | Centrocampista | Michael McGlinchey | 66' |
| 21 | Delantero      | Logan Rogerson     | 77' |
| 19 | Defensa        | Tom Doyle          | 85' |

| 16 | Centrocampista | Malakai Tiwa   | 71' |
| 18 | Centrocampista | Laisenia Raura | 90' |

| Anotado         | 16' | Themistoklis Tzimopoulos | 1 - 0 |
| Anotado         | 41' | Rory Fallon              | 2 - 0 |
| Anotado · Penal | 61' | Chris Wood               | 3 - 1 |

| Anotado · Penal | 45+2' | Roy Krishna | 2 - 1 |

| Amonestado | 76' | Luka Prelevic |

| Amonestado | 34' | Alvin Singh     |
| Amonestado | 48' | Remueru Tekiate |

| Árbitro             | Norbert Hauata |
| Árbitros asistentes | Philipe Revel  |
|                     | Noah Kusunan   |
| Cuarto árbitro      | Anio Amos      |

| 12         | Guardameta     | Samson Koti     |     |
| 3          | Defensa        | Bata Furai      |     |
| 17         | Defensa        | Nelson Sale     |     |
| 5          | Defensa        | Freddie Kini    |     |
| 19         | Centrocampista | Gibson Daudau   | 74' |
| 18         | Centrocampista | Henry Fa'arodo  |     |
| 10         | Centrocampista | Judd Molea      |     |
| 22         | Centrocampista | Joses Nawo      |     |
| 11         | Delantero      | Micah Lea'alafa |     |
| 15         | Delantero      | Jerry Donga     | 81' |
| 9          | Delantero      | Benjamin Totori |     |
| Entrenador | Entrenador     | Moses Toata     |     |

| 22         | Guardameta     | Beniaminio Mateinaqara |     |
| 3          | Defensa        | Remueru Tekiate        |     |
| 11         | Defensa        | Ilimotama Jese         |     |
| 21         | Defensa        | Alvin Singh            |     |
| 23         | Defensa        | Samuela Kautoga        |     |
| 2          | Centrocampista | Avinesh Suwamy         |     |
| 7          | Centrocampista | Pita Bolatoga          | 90' |
| 8          | Centrocampista | Setareki Hughes        | 61' |
| 18         | Centrocampista | Laisenia Raura         |     |
| 5          | Delantero      | Rusiate Matarerega     | 78' |
| 9          | Delantero      | Roy Krishna            |     |
| Entrenador | Entrenador     | Frank Farina           |     |

| 16 | Delantero | Gagame Feni | 74' |
| 13 | Delantero | James Naka  | 81' |

| 10 | Delantero      | Iosefo Verevou  | 61' |
| 15 | Defensa        | Samuela Nabenia | 78' |
| 6  | Centrocampista | Nickel Chand    | 90' |

| Anotado · Penal | 85' | Roy Krishna | 0 - 1 |

| Amonestado | 51' | Bata Furai  |
| Amonestado | 82' | Nelson Sale |

| Amonestado | 78' | Pita Bolatoga |

| Árbitro             | Kader Zitouni   |
| Árbitros asistentes | Tevita Makasini |
|                     | Folio Moeaki    |
| Cuarto árbitro      | Médéric Lacour  |

| 12         | Guardameta     | Samson Koti     |     |
| 3          | Defensa        | Bata Furai      |     |
| 17         | Defensa        | Nelson Sale     |     |
| 5          | Defensa        | Freddie Kini    |     |
| 19         | Centrocampista | Gibson Daudau   | 74' |
| 18         | Centrocampista | Henry Fa'arodo  |     |
| 10         | Centrocampista | Judd Molea      |     |
| 22         | Centrocampista | Joses Nawo      |     |
| 11         | Delantero      | Micah Lea'alafa |     |
| 15         | Delantero      | Jerry Donga     | 81' |
| 9          | Delantero      | Benjamin Totori |     |
| Entrenador | Entrenador     | Moses Toata     |     |

| 22         | Guardameta     | Beniaminio Mateinaqara |     |
| 3          | Defensa        | Remueru Tekiate        |     |
| 11         | Defensa        | Ilimotama Jese         |     |
| 21         | Defensa        | Alvin Singh            |     |
| 23         | Defensa        | Samuela Kautoga        |     |
| 2          | Centrocampista | Avinesh Suwamy         |     |
| 7          | Centrocampista | Pita Bolatoga          | 90' |
| 8          | Centrocampista | Setareki Hughes        | 61' |
| 18         | Centrocampista | Laisenia Raura         |     |
| 5          | Delantero      | Rusiate Matarerega     | 78' |
| 9          | Delantero      | Roy Krishna            |     |
| Entrenador | Entrenador     | Frank Farina           |     |

| 16 | Delantero | Gagame Feni | 74' |
| 13 | Delantero | James Naka  | 81' |

| 10 | Delantero      | Iosefo Verevou  | 61' |
| 15 | Defensa        | Samuela Nabenia | 78' |
| 6  | Centrocampista | Nickel Chand    | 90' |

| Anotado · Penal | 85' | Roy Krishna | 0 - 1 |

| Amonestado | 51' | Bata Furai  |
| Amonestado | 82' | Nelson Sale |

| Amonestado | 78' | Pita Bolatoga |

| Árbitro             | Kader Zitouni   |
| Árbitros asistentes | Tevita Makasini |
|                     | Folio Moeaki    |
| Cuarto árbitro      | Médéric Lacour  |

| 22         | Guardameta     | Beniaminio Mateinaqara |     |
| 11         | Defensa        | Ilimotama Jese         |     |
| 21         | Defensa        | Alvin Singh            |     |
| 23         | Defensa        | Samuela Kautoga        |     |
| 2          | Centrocampista | Avinesh Suwamy         |     |
| 7          | Centrocampista | Pita Bolatoga          | 46' |
| 8          | Centrocampista | Setareki Hughes        | 81' |
| 13         | Centrocampista | Ilisoni Tuinawaivuvu   |     |
| 18         | Centrocampista | Laisenia Raura         |     |
| 5          | Delantero      | Rusiate Matarerega     | 46' |
| 9          | Delantero      | Roy Krishna            |     |
| Entrenador | Entrenador     | Frank Farina           |     |

| 20         | Guardameta     | Chikau Mansale     |     |
| 4          | Defensa        | Jason Thomas       |     |
| 6          | Defensa        | Ignace Iamak       |     |
| 11         | Defensa        | Raoul Coulon       |     |
| 3          | Defensa        | Kevin Shem         |     |
| 2          | Centrocampista | Brian Kaltack      |     |
| 10         | Centrocampista | Dominique Fred     |     |
| 12         | Centrocampista | Zica Manuhi        | 61' |
| 14         | Centrocampista | Bong Kalo          |     |
| 15         | Centrocampista | Daniel Natou       | 64' |
| 18         | Delantero      | Fenedy Masauvakalo | 79' |
| Entrenador | Entrenador     | Moise Poida        |     |

| 12 | Centrocampista | Tevita Waranaivalu | 46' |
| 10 | Delantero      | Iosefo Verevou     | 46' |
| 15 | Defensa        | Samuela Nabenia    | 81' |

| 16 | Delantero | Tony Kaltack   | 61' |
| 7  | Defensa   | Samuel Kaloros | 64' |
| 9  | Delantero | Bill Nicholls  | 79' |

| Anotado | 51' | Samuela Kautoga | 1 - 2 |
| Anotado | 69' | Roy Krishna     | 2 - 2 |

| Anotado         | 19' | Dominique Fred     | 0 - 1 |
| Anotado         | 41' | Fenedy Masauvakalo | 0 - 2 |
| Anotado · Penal | 75' | Brian Kaltack      | 2 - 3 |

| Amonestado | 35'   | Ilimotama Jese         |
| Amonestado | 38'   | Laisenia Raura         |
| Amonestado | 71'   | Beniaminio Mateinaqara |
| Amonestado | 90+1' | Tevita Waranaivalu     |

| Amonestado | 7'  | Jason Thomas  |
| Amonestado | 58' | Brian Kaltack |

| Árbitro             | Kader Zitouni  |
| Árbitros asistentes | Bertrand Bial  |
|                     | John Pareanga  |
| Cuarto árbitro      | Médéric Lacour |

| 22         | Guardameta     | Beniaminio Mateinaqara |     |
| 11         | Defensa        | Ilimotama Jese         |     |
| 21         | Defensa        | Alvin Singh            |     |
| 23         | Defensa        | Samuela Kautoga        |     |
| 2          | Centrocampista | Avinesh Suwamy         |     |
| 7          | Centrocampista | Pita Bolatoga          | 46' |
| 8          | Centrocampista | Setareki Hughes        | 81' |
| 13         | Centrocampista | Ilisoni Tuinawaivuvu   |     |
| 18         | Centrocampista | Laisenia Raura         |     |
| 5          | Delantero      | Rusiate Matarerega     | 46' |
| 9          | Delantero      | Roy Krishna            |     |
| Entrenador | Entrenador     | Frank Farina           |     |

| 20         | Guardameta     | Chikau Mansale     |     |
| 4          | Defensa        | Jason Thomas       |     |
| 6          | Defensa        | Ignace Iamak       |     |
| 11         | Defensa        | Raoul Coulon       |     |
| 3          | Defensa        | Kevin Shem         |     |
| 2          | Centrocampista | Brian Kaltack      |     |
| 10         | Centrocampista | Dominique Fred     |     |
| 12         | Centrocampista | Zica Manuhi        | 61' |
| 14         | Centrocampista | Bong Kalo          |     |
| 15         | Centrocampista | Daniel Natou       | 64' |
| 18         | Delantero      | Fenedy Masauvakalo | 79' |
| Entrenador | Entrenador     | Moise Poida        |     |

| 12 | Centrocampista | Tevita Waranaivalu | 46' |
| 10 | Delantero      | Iosefo Verevou     | 46' |
| 15 | Defensa        | Samuela Nabenia    | 81' |

| 16 | Delantero | Tony Kaltack   | 61' |
| 7  | Defensa   | Samuel Kaloros | 64' |
| 9  | Delantero | Bill Nicholls  | 79' |

| Anotado | 51' | Samuela Kautoga | 1 - 2 |
| Anotado | 69' | Roy Krishna     | 2 - 2 |

| Anotado         | 19' | Dominique Fred     | 0 - 1 |
| Anotado         | 41' | Fenedy Masauvakalo | 0 - 2 |
| Anotado · Penal | 75' | Brian Kaltack      | 2 - 3 |

| Amonestado | 35'   | Ilimotama Jese         |
| Amonestado | 38'   | Laisenia Raura         |
| Amonestado | 71'   | Beniaminio Mateinaqara |
| Amonestado | 90+1' | Tevita Waranaivalu     |

| Amonestado | 7'  | Jason Thomas  |
| Amonestado | 58' | Brian Kaltack |

| Árbitro             | Kader Zitouni  |
| Árbitros asistentes | Bertrand Bial  |
|                     | John Pareanga  |
| Cuarto árbitro      | Médéric Lacour |